# Konkani
Konkani är ett av Indiens officiella språk, egentligen en dialekt av marathi. Det talas företrädesvis i delstaten Goa. På grund av Goas koloniala historia innehåller konkani många portugisiska lånord, men språket har också påverkats av dravidspråket kannada, som talas i näraliggande delstaten Karnataka och av det stora indiska språket hindi. Vid sidan av marathi är konkani huvudspråk i Goa.
Traditionellt delas konkani i två olika varianter: Goas konkani och Maharashtras konkani. Dessa två delas vidare till olika dialekter.. Konkanis andra namn är bl.a. kunabi, katvadi, cugani och bankoti.

## Historia och skriftsystem
Namnet konkani kommer från kukkana-folket och betyder ungefär "världens hörn". Enligt en hinduistisk myt sköt Parashurama (en av Vishnus inkarnation) en pil till havet och kukkuna-folket flyttade till denna kustregionen som fick namnet Konkan..

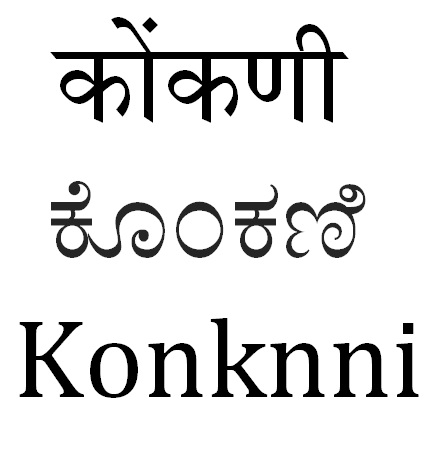
Ordet "konkani" skrivet på devanagari, kanaresiska och med latinska alfabetet.

Konkani skrivs främst med devanagarialfabetet. Andra möjliga skriftsystem är malajalam, kannada och arabisk skrift. Speciellt muslimer i Konkan använder arabisk skrift.. Det första skriftliga bevis på konkani kommer från året 1187.

## Fonologi

### Vokaler
|            | Främre | Central | Bakre |
| ---------- | ------ | ------- | ----- |
| Sluten     | i      |         | u     |
| Halvsluten | e      |         | o     |
| Halvöppen  | æ      |         |       |
| Öppen      | ɐ ~ a: | ɐ ~ a:  |       |

Vokalen [ɐ] realiseras som [a:] om den är lång.
Källa:

### Konsonanter
|             |             | Labial   | Alveodental | Retroflex | Palatal             | Velar    | Glottal |
| ----------- | ----------- | -------- | ----------- | --------- | ------------------- | -------- | ------- |
| Klusil      | Norm.       | p \| b   | t \| d      | ʈ \| ɖ    |                     | k \| g   |         |
| Klusil      | Asp.        | pʰ \| bʰ | tʰ \| dʰ    | ʈʰ \| ɖʰ  |                     | kʰ \| gʰ |         |
| Affrikat    | Norm.       |          | ts \| dz    |           | ʧ \| ʤ ~ c \| ɟ     |          |         |
| Affrikat    | Asp.        |          | dzʰ         |           | ʧʰ \| ʤʰ ~ cʰ \| ɟʰ |          |         |
| Frikativ    | Frikativ    |          | s           | ʂ         | ʃ ~ ɕ               |          | ɦ       |
| Nasal       | Nasal       | m        | n           | ɳ         | ɲ                   |          |         |
| Likvida     | Norm.       |          | l ~ r       | ɽ         |                     |          |         |
| Likvida     | Asp.        |          |             | ɭʰ        |                     |          |         |
| Approximant | Approximant | ʋ        |             |           | j                   |          |         |

Källa: